# (38400) 1999 RX196
1999 RX196 (asteroide 38400) é um asteroide da cintura principal. Possui uma excentricidade de 0.20190480 e uma inclinação de 12.83079º.
Este asteroide foi descoberto no dia 8 de setembro de 1999 por LINEAR em Socorro.